# Madeline Zima
Madeline Rose Zima (ur. 16 września 1985 w New Haven) – amerykańska aktorka. Występowała w roli Gracie, córki Maxwella Sheffielda w serialu Pomoc domowa. Ma dwie siostry: Yvonnę i Vanessę, również aktorki. Posiada polskie korzenie, jej dziadek po kądzieli był Polakiem.

## Filmografia
- 1992: Ręka nad kołyską (The Hand that Rocks the Cradle)
- 1993–1999: Pomoc domowa
- 1993: Pan Niania (Mr. Nanny)
- 1998: Second Chances
- 1999: Więzy śmierci (Lethal Vows)
- 2000: Orkiestra Sandy Bottom (The Sandy Bottom Orchestra)
- 2003: Lucy
- 2004: Historia Kopciuszka (Cinderella Story) jako Brianna
- 2006: Looking for Sunday
- 2007–2011: Californication
- 2008: Dimples
- 2008: Impreza z trupem w szafie (Legacy)
- 2009–2010: Herosi (Heroes)
- 2012: Pamiętniki wampirów
- 2017: Twin Peaks
- 2019: Gorący temat (Bombshell) jako Edie